# Vassil Rudziankou
Vassil Rudziankou   (Žlobin, 7 de maig de 1931 - Žlobin, 2 de novembre de 1982) fou un atleta belarús, especialista en el llançament de martell, que va competir sota bandera de la Unió Soviètica durant les dècades de 1950 i 1960.
El 1960 va prendre part en els Jocs Olímpics d'Estiu de Roma, on va guanyar la medalla d'or en la prova del llançament de martell del programa d'atletisme. Fou sisè en la prova de martell al Campionat d'Europa d'atletisme de 1962 i guanyà els títols soviètics de martell de 1959 a 1961. El 1959 va establir un nou rècord d'Europa amb un llançament de 67,92 metres, que va igualar el 1960. Va establir quatre vegades el rècord de la Unió Soviètica, situant-lo en 68,95 metres el 1961.
Una vegada retirat, el 1968, va exercir d'entrenador d'atletisme a Belarús. El 1960 fou guardonat amb l'Orde de la Bandera Roja del Treball.

## Millors marques
- Llançament de martell. 68,95 metres (1961)[5]